# Phare de l'îlot d'Arzew
Le phare de l'îlot d'Arzew est un des plus anciens phares d'Algérie. Situé sur l'îlot d'Arzew sur la côte ouest du golfe d'Arzew, à 2,5 km au Nord-Ouest du port, c'est un phare de jalonnement utilisé pour la navigation des bateaux accostant à Arzew.

## Historique

### Considérations générales
Il semble qu'avant la colonisation seuls quelques rares fanaux rudimentaires étaient placés aux abords des abris qui servaient de refuge aux vaisseaux algériens; tel le fanal ordinaire situé sur la haute tour du Peñon d'Alger. Dès les premières années de la conquête, des feux plus efficaces furent installés aux points les plus caractéristiques. C'est ainsi qu'en  1834, les Français installent à la place du fanal d'Alger un appareil consistant en un feu fixe surmonté d'une couronne tournante portant 8 lampes avec réflecteurs disposées de manière à réaliser un feu à éclipses de 30 secondes en 30 secondes.
Le premier rapport officiel traitant de l'éclairage des côtes algériennes est un rapport de la Commission Nautique de l'Algérie de 1843 qui établit un rapport complet " des améliorations à apporter aux feux existants (neuf à l'époque), des feux à établir immédiatement, des feux à établir par la suite".
Son exécution s'échelonna sur plusieurs années, avec les modifications imposées par les progrès de la technique et le développement de la navigation et dont les principales furent décidées par la Commission des Phares de 1861.
Les appareils ont été modifiés périodiquement entre 1860 et 1900. Les plus notables de ces améliorations consistèrent en la substitution de l'huile minérale par l'huile végétale en 1881 puis, par l'adoption de certains feux de lampe à niveau constant.
En 1902, nouveau programme d'amélioration de l'éclairage côtier par la mise en place d'une Commission Nautique Spéciale qui adopte un programme de réalisations prévoyant entre autres la substitution aux feux fixes existants de feux à éclats ou à occultations avec ou sans secteurs colorés.  Programme qui fut entièrement réalisé de 1904 à 1908 à l'exception de  la jetée Nord du port d'Alger.
L'électrification des feux principaux et des feux de ports fut poursuivie activement depuis la mission scientifique en Algérie, en 1924, de l'Ingénieur en chef du Service Central des Phares.
En outre quatre radiophares ont été mis en service; au phare de l'Amirauté à Alger (1931), au cap de l'Aiguille (1938), au cap Caxine (1938) et au cap Matifou (1942). Les services techniques ont également prévu  l'établissement dans des délais rapprochés de quatre ouvrages supplémentaires au cap Ténès, au cap Bengut, au cap Bougaroun et au cap de Garde.

### Considérations spécifiques
Le rapport de la Commission Nautique de 1843 qui comportait la transformation des installations antérieures eut pour conséquence le remplacement du fanal de l'îlot d'Arzew par un feu fixe de 13 milles de portée en 1848.
Le phare actuel fut, tenant compte des améliorations techniques de l'époque, construit en 1865.
En 2017, le phare subit des travaux de restauration. Il est entièrement automatisé et la puissance de l'ampoule est portée à 250 watts.

## Caractéristiques

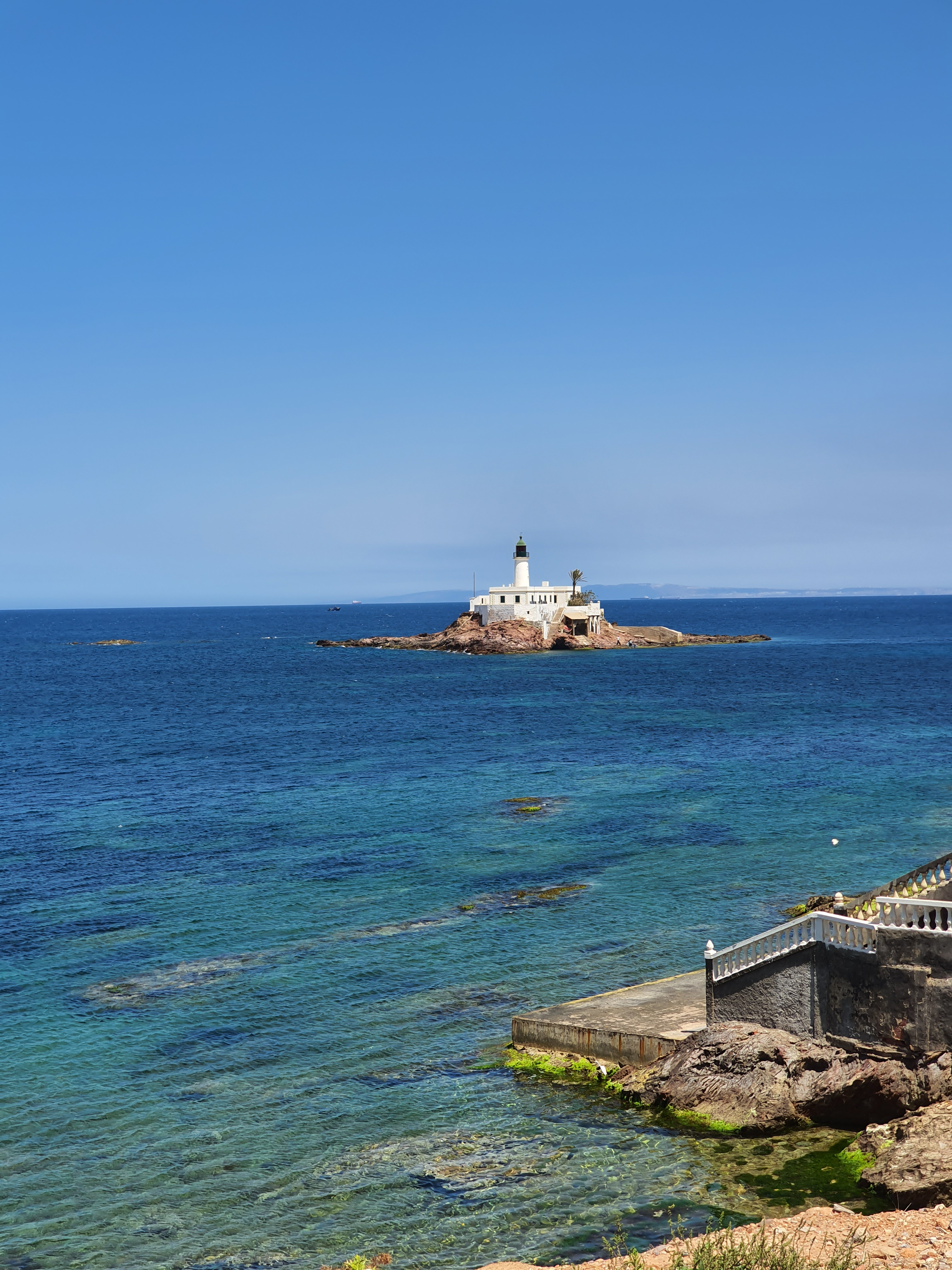
Vue du phare depuis la côte

Le phare est bâti sur un îlot situé à 200 m du rivage, 2,5 km au Nord-Ouest du port d'Arzew. On y accède à l'aide d'une embarcation.
Le phare, construit en 1865, est constitué d'une tour cylindrique en maçonnerie lisse construite sur la maison des gardiens et les locaux techniques. La hauteur de l'édifice est de 12 m et il culmine à une hauteur de 63,6 m à partir du niveau de la mer. Enceinte constituée par des murs en maçonnerie lisse et en maçonnerie de pierres apparentes, ocre clair et vert à l'est. Sur la tour : lanterne à entretien intérieur.
La puissance de la lampe est de 180 W / 24 V et l'éclairage est assuré par un feu dont la couleur rouge, signalant un relief côtier dangereux, a une périodicité de 1 éclat en 10 secondes. La portée lumineuse est de 13 milles nautiques, soit environ 24 km ce qui en fait un phare de troisième ordre.
Il est alimenté en électricité par une batterie de panneaux solaires.